# Luiz Carlos Almeida
Luiz Carlos Almeida, também conhecido pelos codinomes Sérgio, Tavares, Álvaro e Morais, nasceu em 25 de novembro de 1945 e foi um físico, professor universitário e militante brasileiro do Partido Operário Comunista (POC), tendo sido morto por membros da ditadura chilena em 14 de setembro de 1973.
É um dos muitos casos investigados pela Comissão da Verdade, que apura mortes e desaparecimentos na ditadura militar brasileira.

## Biografia
Filho de Herotildes Mattos de Almeida e Euclides Ferreira de Almeida, Luiz Carlos de Almeida era formado em física pela Universidade de São Paulo (USP), lecionou Física Experimental na própria Cidade Universitária. Após responder a processos, e com um mandato de prisão preventiva o professor decidiu exilar-se no Chile, país no qual lecionava em uma universidade no ano em que foi preso por carabineiros dentro de sua própria casa, no bairro de Barrancas, em Santiago, no dia 14 de setembro de 1973.
Segundo documento do Serviço de Informações do DOPS de São Paulo, datado de 22 de abril de 1975, Luiz Carlos Almeida participou de reuniões do Partido Operário Comunista (POC) realizadas na cidade de São Roque (SP) em 1970, e pertencia à célula da mesma organização, localizada na região do ABC Paulista. Mesmo após ter se desligado do POC, em fevereiro de 1970, Luiz Carlos Almeida continuou fazendo trabalho político na região, e colaborou com a reconstrução da Organização Revolucionária Marxista Política Operária (Polop), que adotava a sigla OCML-PO, (Organização de Combate Marxista-Leninista - Política Operária)

## Tortura e morte
Em 1973, no dia 13 ou 14 de setembro, pouco após o golpe de estado que derrubou o presidente Allende, encontravam-se no apartamento de Luiz Carlos três casais: Luiz Carlos e sua companheira Linovita Nogueira Magalhães, que chegara do Brasil na véspera do golpe; João Antonio Arnoud Herédia e Maria Lucia Wendel de Cerqueira Leite, que para lá se dirigiram depois do golpe por entender que o local era mais seguro que a própria residência, perto do Palácio La Moneda; Carmen Fischer, que residia no Chile desde março daquele ano, e seu marido Luiz Carlos de Almeida Vieira que chegara alguns dias antes para encontrá-la. No fim da tarde, por volta das 18h, quando João Herédia havia saído um instante, militares chilenos, não se sabe de que Força , invadiram o apartamento e ordenaram aos presentes que ficassem com as mãos contra a parede enquanto faziam a revista no local. Levaram consigo livros, jornais e documentos políticos, envoltos em lençóis arrancados das camas.  
Luiz Carlos de Almeida e Luiz Carlos de Almeida Vieira foram levados para a delegacia do bairro, onde foram somente identificados e aguardaram em uma cela por algumas horas, até serem levados para o Estádio Nacional, transformado naqueles dias em centro de detenção, onde foram interrogados e torturados. Iluminado como em grandes finais de campeonato o estádio havia sido utilizado como palco de tortura, humilhação e mortes terríveis que até hoje são investigadas. As paredes deram lugar a milhares de corpo humanos amontoados, presos como carne esperando para o abate, braços estendidos para o ar, rosto voltados para a parede com o olhar no corredor do estádio que poderia muito bem ser considerado o corredor da morte. Os vestiários que antes eram utilizados para comemorações de grandes vitórias foram transformados em salas de tortura, ao invés do suor do jogadores, dor e medo das vítimas que poderiam morrer nas mesas de tortura.  
Recolheram as identidades  e deram início a sessão de tortura. Queriam nomes, coordenadas que pudessem lhes direcionar a algum possível militante. O interrogatório tinha como objetivo descobrir onde era esconderijo das armas, informação desconhecidas pelos presentes que após muitas perguntas foram liberados do estágio sob a supervisão de um oficial militante. O caminhão que levava mais soldados os levou às margens do rio Mapocho. Ali os soldados já agiam com mais violência, o destino já estava traçado. 
O oficial uruguaiano que havia sido torturado antes da nossa chegada pulou e foi metralhado pelos soldados. O próximo era Luiz Calos que foi teria o mesmo destino se as três balas não tivessem pego de raspão o que o fez perder a consciência por alguns momentos enquanto era levado pela correnteza, foi o único sobrevivente. Foi resgatado por religiosos e acolhido  na Embaixada da Suécia, país onde fixou residência.  
Não há registros da prisão de Luiz Carlos, muito menos de seu óbito. 
Segundo o documento encontrado no arquivo do Departamento de Ordem Política e Social de São Paulo (DOPS-SP), Luiz Carlos Almeida tinha 25 anos quando foi assassinado. O documento, que data de 1971, porém, não indica a data de nascimento de Luiz Carlos.
Os restos mortais de Luiz Carlos continuam desaparecidos.  

## Denúncia
O caso do professor veio à tona graças à denúncia de Luiz Carlos Almeida Vieira, que morava junto com o primeiro e que foi preso e torturado junto com o professor. 
Em 1993, o então deputado Nilmário Miranda, que presidia a Comissão Externa sobre Desaparecidos da Câmera Federal denunciou o desaparecimento de Luiz Carlos Almeida Vieira à Corporação Nacional de Reparação e Reconciliação (CNRR). 
“Considerando os antecedentes reunidos e a investigação realizada por esta Corporação, o Conselho Superior chegou à convicção de que Luiz Carlos de Almeida foi detido e desaparecido por agentes do Estado enquanto era mantido privado de liberdade. Por tal razão, declarou-o vítima de violação de direitos humanos” 
Em dezembro de 2012, no Chile foi instaurado na Corte de Apelações de Santiago, o processo criminal 368-2012 que buscava apurar e investigar as responsabilidades do sequestro e homicídio de Luiz Carlos de Almeida, a CNV teve acesso aos auto judiciais e colaborou com os dados que tinha  os transmitindo em cópia para o responsáveis pelo processo no Chile.  
A Comissão Estadual da Verdade do Estado de São Paulo realizou em agosto de 2013 uma audiência pública sobre o caso, mas sem novas evidências.  
A Corporação Nacional de Reparação e Reconciliação do Chile expressou acreditar que Luiz Carlos de Almeida foi detido por agentes do Estado Chileno que o fizeram desaparecer e o privaram de liberdade. Não identificaram até hoje os autores do sequestro e da morte e seu corpo nunca foi localizado.  

## Homenagens
O nome de Luiz Carlos Almeida foi dado a uma rua localizada na cidade de Parelheiros, no bairro Chácara Santo Amaro. 